# 廣田良夫
廣田 良夫（ひろた よしお、1948年 - ）は、日本の公衆衛生学者。医療法人相生会臨床疫学研究センター長であり、2020年3月まで保健医療経営大学学長、教授であった。
福岡県出身。
専門は、公衆衛生学。

## 略歴
- 福岡県立修猷館高等学校卒業。久留米大学医学部卒業。医学博士。
- 筑波大学、九州大学、大阪市立大学[4]での教授、医療法人相生会を経て、2015年より保健医療経営大学学長・教授として着任、2020年3月に退職した。なお保健医療経営大学は、2019年5月11日の理事会において、2020年度より募集停止、2023年3月に閉校（予定）が決定された[5][6]。

## 専門（研究・活動内容等）

### 研究分野
- 公衆衛生学

## 所属学会
- 日本疫学会
- 日本ワクチン学会
- 日本公衆衛生学会
- 日本衛生学会
- Nepal Medical Association
- International Epidemiological Association
- International Commission on Occupational Health
- International Society for Influenza and other Respiratory Virus Diseases
- New York Academy of Sciences